# Rey Manaj
Rey Manaj (* 24. února 1997, Lushnjë) je albánský fotbalový útočník a reprezentant, který v současné době působí v tureckém Sivassporu.

## Klubová kariéra
- US Cremonese (mládež)
- →  Sampdoria Janov (hostování, mládež)
- US Cremonese 2014–2015
- Inter Milán (mládež)
- Inter Milán 2015–

## Reprezentační kariéra
V A-mužstvu Albánie debutoval 13. 11. 2015 v přátelském utkání v Prištině proti týmu Kosova (remíza 2:2).